# WAI WAI Groovin'
WAI WAI Groovin'（ワイワイ グルーヴィン）は、エフエム群馬で2015年4月1日から平日朝に放送されている情報番組である。

## 概要
- 2015年4月の改編により、あさnaviの後継番組として開始された番組である。
- 全国JFN系列でネットされる『ONE MORNING』は、当番組が放送されているため、7:30までのネットとなっている。
- エフエム群馬 スタジオ CLUB AIR（クラブエアー) より公開生放送されている。

## パーソナリティ
- 内藤聡

### レポーター
（火曜日のみ。ただし、内藤が夏休み等で欠席した場合は代理として火曜日以外に出演する。（主に川島））
- アンカンミンカン（川島大輔・富所哲平）
- 横塚沙弥加

## 番組内容
2017年1月現在
- 7時台
  - 7:30 オープニング
  - 7:47頃 WAI WAI Groovin' TRAFFIC
  - 7:49頃 ウェザーニューズ
  - 7:54頃 朝一リクエスト
- 8時台
  - 8:00頃 TOYOPET WG HEADLINE
  - 8:05頃 ミミモン（出題）
  - 8:09頃 WAI WAI Groovin' TRAFFIC
  - 8:21頃 今日の運試し
  - 8:30頃 WAI WAI Groovin' TRAFFIC
  - 8:38頃 WG WATCH
    - 月曜：山崎寛代 （芸能リポーター）→占い
    - 水曜：丹羽文生 （拓殖大学准教授）
    - 木曜：大竹のり子 （ファイナンシャルプランナー）
    - 金曜：谷口廣明 （スポーツコメンテーター）→上毛新聞運動部記者 ※谷口は不定期金曜10時台に移動

  - 8:38頃 中継（火曜のみ）
    - レポーター
      - アンカンミンカン（川島大輔・富所哲平）
      - 横塚沙弥加

  - 8:45頃 MUSIC CONNECT
- 9時台
  - 9:05頃 今日の運試し
  - 9:15頃 WAI WAI Groovin' TRAFFIC
  - 9:40頃 Hi!心呼吸
  - 9:54頃 日替わりコーナー
    - 月曜：自然と遊ぼう
    - 火曜：Wedding Time
    - 水曜：GUN★MADONNA
    - 木曜：ECO LIFE〜幸せのヒント〜（JFNC制作）→トーク&マナーレッスン→ JOYFUL LIFE（JFNC制作）
    - 金曜：石原和幸 グリーンフィンガー→木暮あかりのアカギフト→イマドキ用語の基礎知識（JFNC制作）→トーク&マナーレッスン
- 10時台
  - 10:11頃 WAI WAI Groovin' TRAFFIC
  - 10:13頃 年中夢中で若宮中
  - 10:33頃 月曜 -木曜 Doナイト 金曜 JA共済 WAI WAIありがとうプロジェクト→ミミモン（答え合わせ）
  - 10:40前後（不定期）ゲスト生出演
  - 10:55頃 エンディング